# Maricourt (Quebec)
Maricourt es un municipio canadiense situado en la provincia de Quebec.

## Superficie
Maricourt tiene una superficie de 61,1 km².

## Demografía
En 2021, tenía 456 habitantes, una densidad poblacional de 7,5 hab./km², y 204 viviendas.